# Diócesis de Sioux City
La diócesis de Sioux City (en latín: Dioecesis Siopolitana y en inglés: Roman Catholic Diocese of Sioux City) es una circunscripción eclesiástica de la Iglesia católica en Estados Unidos. Se trata de una diócesis latina, sufragánea de la arquidiócesis de Dubuque. Desde el 10 de noviembre de 2005 su obispo es Ralph Walker Nickless.

## Territorio y organización

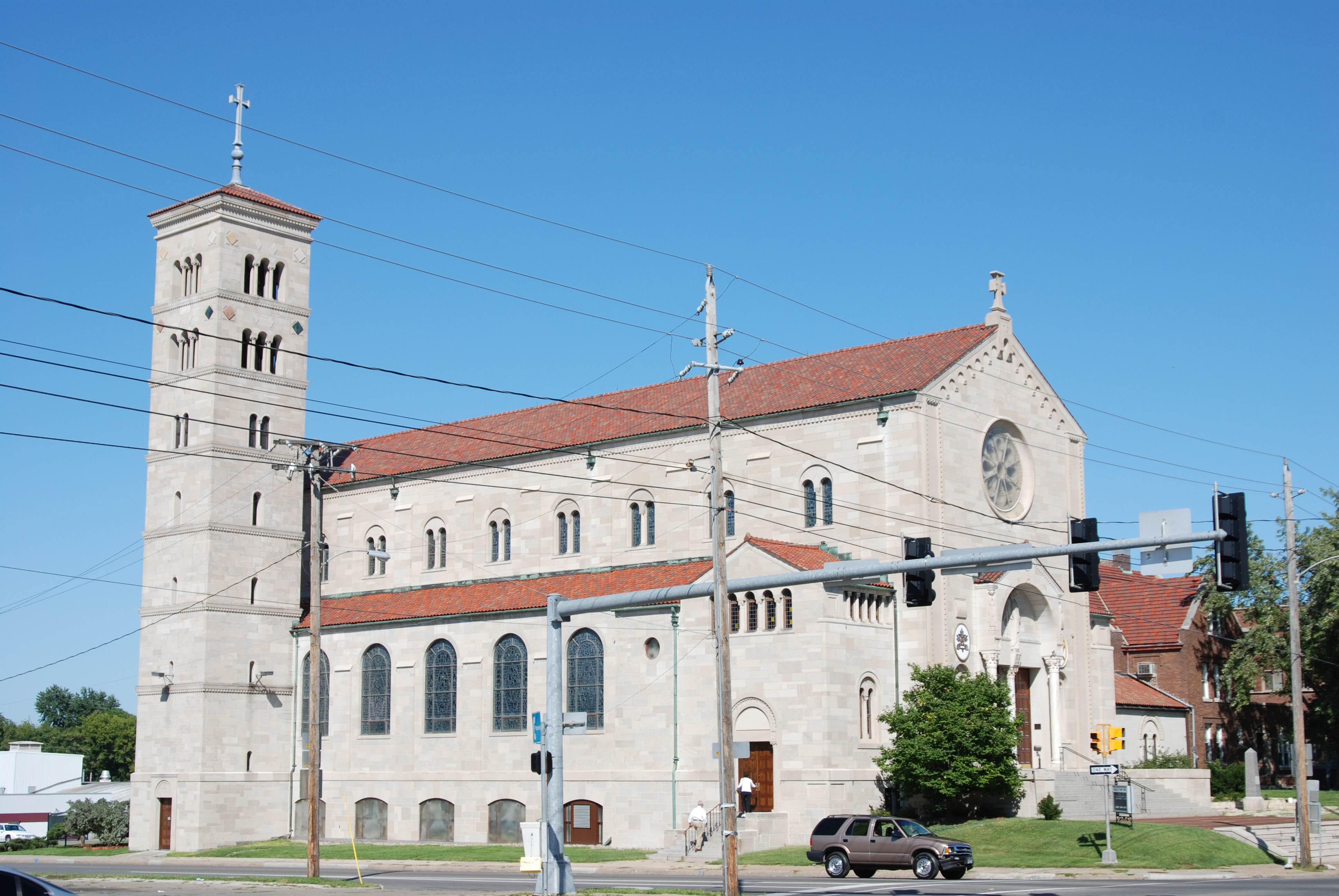
Basílica de San Juan Apóstol, en Des Moines

La diócesis tiene 37 164 km² y extiende su jurisdicción sobre los fieles católicos de rito latino residentes en 24 condados del estado de Iowa: Boone, Buena Vista, Calhoun, Carroll, Cherokee, Clay, Crawford, Dickinson, Emmet, Greene, Humboldt, Ida, Kossuth, Lyon, Monona, O'Brien, Osceola, Palo Alto, Plymouth, Pocahontas, Sac, Sioux, Webster y Woodbury.
La sede de la diócesis se encuentra en la ciudad de Sioux City, en donde se halla la Catedral de la Epifanía.
En 2020 en la diócesis existían 73 parroquias.

## Historia
La diócesis fue erigida el 15 de enero de 1902 con el breve Quae catholico nomini del papa León XIII, obteniendo el territorio de la arquidiócesis de Dubuque.

## Estadísticas
Según el Anuario Pontificio 2021 la diócesis tenía a fines de 2020 un total de 85 516 fieles bautizados.
| Año                                                                             | Población            | Población | Población      | Sacerdotes | Sacerdotes    | Sacerdotes    | Bautizados por sacerdote | Diáconos permanentes | Religiosos | Religiosos | Parroquias |
| Año                                                                             | Bautizados católicos | Total     | % de católicos | Total      | Clero secular | Clero regular | Bautizados por sacerdote | Diáconos permanentes | Varones    | Mujeres    | Parroquias |
| ------------------------------------------------------------------------------- | -------------------- | --------- | -------------- | ---------- | ------------- | ------------- | ------------------------ | -------------------- | ---------- | ---------- | ---------- |
| 1950                                                                            | 83 392               | 556 224   | 15.0           | 185        | 170           | 15            | 450                      |                      | 23         | 202        | 148        |
| 1966                                                                            | 106 738              | 544 019   | 19.6           | 226        | 222           | 4             | 472                      |                      | 2          | 664        | 141        |
| 1970                                                                            | 108 093              | 512 883   | 21.1           | 224        | 215           | 9             | 482                      |                      | 10         | 502        | 140        |
| 1976                                                                            | 111 539              | 519 639   | 21.5           | 207        | 200           | 7             | 538                      |                      | 8          | 408        | 139        |
| 1980                                                                            | 115 000              | 534 000   | 21.5           | 192        | 185           | 7             | 598                      | 4                    | 8          | 333        | 140        |
| 1990                                                                            | 101 770              | 482 200   | 21.1           | 173        | 172           | 1             | 588                      | 32                   | 1          | 121        | 135        |
| 1999                                                                            | 83 779               | 472 957   | 17.7           | 171        | 171           |               | 489                      | 36                   |            | 103        | 116        |
| 2000                                                                            | 96 361               | 473 861   | 20.3           | 160        | 160           |               | 602                      | 38                   |            | 99         | 124        |
| 2001                                                                            | 97 413               | 468 549   | 20.8           | 161        | 160           | 1             | 605                      | 37                   | 1          | 96         | 124        |
| 2002                                                                            | 96 899               | 474 494   | 20.4           | 157        | 156           | 1             | 617                      | 37                   | 1          | 94         | 124        |
| 2003                                                                            | 94 480               | 468 549   | 20.2           | 150        | 149           | 1             | 629                      | 37                   | 1          | 85         | 124        |
| 2004                                                                            | 94 186               | 468 549   | 20.1           | 150        | 147           | 3             | 627                      | 36                   | 3          | 83         | 124        |
| 2010                                                                            | 94 821               | 488 000   | 19.4           | 132        | 131           | 1             | 718                      | 37                   | 1          | 64         | 113        |
| 2014                                                                            | 100 300              | 502 800   | 19.9           | 121        | 121           |               | 828                      | 42                   |            | 61         | 111        |
| 2017                                                                            | 83 759               | 458 223   | 18.3           | 110        | 109           | 1             | 761                      | 53                   | 1          | 56         | 108        |
| 2020                                                                            | 85 516               | 455 293   | 18.8           | 94         | 92            | 2             | 909                      | 53                   | 2          | 50         | 73         |
| Fuente: Catholic-Hierarchy, que a su vez toma los datos del Anuario Pontificio. |                      |           |                |            |               |               |                          |                      |            |            |            |

Universidad: Briar Cliff University, Sioux City

### Escuelas secundarias
- Bishop Garrigan High School, Algona
- Bishop Heelan Catholic High School, Sioux City
- Gehlen Catholic High School, Le Mars
- Kuemper Catholic High School, Carroll
- St. Edmond High School, Fort Dodge
- St. Mary's High School, Remsen
- St. Mary's High School, Storm Lake
- Spalding Catholic High School, Granville

## Episcopologio
- Philip Joseph Garrigan † (21 de marzo de 1902-14 de octubre de 1919 falleció)
- Edmond Heelan † (8 de marzo de 1920-20 de septiembre de 1948 falleció)
- Joseph Maximilian Mueller † (20 de septiembre de 1948 por sucesión-20 de octubre de 1970 retirado[nota 1])
- Frank Henry Greteman † (15 de octubre de 1970-17 de agosto de 1983 retirado)
- Lawrence Donald Soens † (15 de junio de 1983-28 de noviembre de 1998 renunció)
- Daniel Nicholas DiNardo (28 de noviembre de 1998 por sucesión-16 de enero de 2004 nombrado obispo coadjutor de Galveston-Houston)
- Ralph Walker Nickless, desde el 10 de noviembre de 2005